# إيغ هاربور (نيوجيرسي)
إيغ هاربور (بالإنجليزية: Egg Harbor City city, New Jersey) هي مدينة تقع بولاية نيوجيرسي في الولايات المتحدة. تبلغ مساحتها 29.58 كم2، وترتفع عن سطح البحر 3.9624 م، بلغ عدد سكانها 4,243 نسمة في عام 2010 حسب إحصاء مكتب تعداد الولايات المتحدة وتصل الكثافة السكانية فيها 143.4 نسمة لكل كيلومتر مربع (371.4/ميل2).

## التركيبة السكانية
حدّد مكتب تعداد الولايات المتحدة بيانات التركيبة السكانية لإيغ هاربور في تعداد الولايات المتحدة. في ما يلي، التركيبة السكانية حسب تعدادي 2000 و2010.

### تعداد عام 2000
بلغ عدد سكان إيغ هاربور 4,545 نسمة بحسب تعداد عام 2000، وبلغ عدد الأسر 1,658 أسرة وعدد العائلات 1,150 عائلة مقيمة في المدينة. في حين سجلت الكثافة السكانية 153.7 نسمة لكل كيلومتر مربع (398.1/ميل2). وبلغ عدد الوحدات السكنية 1,770 وحدة بمتوسط كثافة قدره 59.8 لكل كيلومتر مربع (154.9/ميل2).
وتوزع التركيب العرقي للمدينة بنسبة 66.80% من البيض و14.19% من الأمريكيين الأفارقة و0.37% من الأمريكيين الأصليين و1.25% من الأمريكيين ذوي الأصول الآسيوية و0.09% من سكان جزر المحيط الهادئ و13.49% من الأعراق الأخرى و3.81% من عرقين مختلطين أو أكثر و24.55% من الهسبانيون أو اللاتينيون من أي عرق.
بلغ عدد الأسر 1,658 أسرة كانت نسبة 38.9% منها لديها أطفال تحت سن الثامنة عشر تعيش معهم، وبلغت نسبة الأزواج القاطنين مع بعضهم البعض 43.7% من أصل المجموع الكلي للأسر، ونسبة 20.3% من الأسر كان لديها معيلات من الإناث دون وجود شريك، بينما كانت نسبة 5.4% من الأسر لديها معيلون من الذكور دون وجود شريكة وكانت نسبة 30.6% من غير العائلات. تألفت نسبة 24.9% من أصل جميع الأسر من عدة أفراد يعيشون في نفس المنزل ونسبة 10.8% كانت تتألف من شخص يعيش بمفرده يبلغ من العمر 65 عاماً أو أكثر. وبلغ متوسط حجم الأسرة المعيشية 2.70، أما متوسط حجم العائلات فبلغ 3.20.
بلغ العمر الوسطي للسكان 34.9 عاماً. وكانت نسبة 27.8% من القاطنين تحت سن الثامنة عشر، وكانت نسبة 8.3% بين الثامنة عشر والرابعة والعشرين عاماً، ونسبة 29.2% كانت واقعةً في الفئة العمرية ما بين الخامسة والعشرين والرابعة والأربعين عاماً، ونسبة 19.3% كانت ما بين الخامسة والأربعين والرابعة والستين، ونسبة 13.8% كانت ضمن فئة الخامسة والستين عاماً فما فوق. يوجد لكل 100 أنثى 91.2 ذكر، ويوجد لكل 100 أنثى في الثامنة عشر من عمرها فما فوق 86.9 ذكر.
بلغ متوسط دخل الأسرة في المدينة 32,956 دولارًا، أما متوسط دخل العائلة فبلغ 40,040 دولارًا. وكان متوسط دخل الذكور 27,978 دولارًا مقابل 23,560 دولارًا للإناث. وسجل دخل الفرد الخاص بالمدينة 15,151 دولارًا. وكانت نسبة 11.7% من العائلات ونسبة 13.1% من السكان تحت خط الفقر، وكان من هؤلاء نسبة 13.5% تحت سن الثامنة عشر ونسبة 15.5% في الخامسة والستين من العمر وما فوق.

### تعداد عام 2010
بلغ عدد سكان إيغ هاربور 4,243 نسمة بحسب تعداد عام 2010، وبلغ عدد الأسر 1,593 أسرة وعدد العائلات 1,076 عائلة مقيمة في المدينة. في حين سجلت الكثافة السكانية 143.4 نسمة لكل كيلومتر مربع (371.4/ميل2). وبلغ عدد الوحدات السكنية 1,736 وحدة بمتوسط كثافة قدره 58.7 لكل كيلومتر مربع (152.0/ميل2).
وتوزع التركيب العرقي للمدينة بنسبة 62.95% من البيض و17.94% من الأمريكيين الأفارقة و0.38% من الأمريكيين الأصليين و2.22% من الأمريكيين ذوي الأصول الآسيوية و0.09% من سكان جزر المحيط الهادئ و12.28% من الأعراق الأخرى و4.15% من عرقين مختلطين أو أكثر و26.28% من الهسبانيون أو اللاتينيون من أي عرق.
بلغ عدد الأسر 1,593 أسرة كانت نسبة 35.5% منها لديها أطفال تحت سن الثامنة عشر تعيش معهم، وبلغت نسبة الأزواج القاطنين مع بعضهم البعض 39% من أصل المجموع الكلي للأسر، ونسبة 21.3% من الأسر كان لديها معيلات من الإناث دون وجود شريك، بينما كانت نسبة 7.2% من الأسر لديها معيلون من الذكور دون وجود شريكة وكانت نسبة 32.5% من غير العائلات. تألفت نسبة 25.3% من أصل جميع الأسر من عدة أفراد يعيشون في نفس المنزل ونسبة 8.5% كانت تتألف من شخص يعيش بمفرده يبلغ من العمر 65 عاماً أو أكثر. وبلغ متوسط حجم الأسرة المعيشية 2.64، أما متوسط حجم العائلات فبلغ 3.13.
بلغ العمر الوسطي للسكان 36.4 عاماً. وكانت نسبة 24.9% من القاطنين تحت سن الثامنة عشر، وكانت نسبة 10.5% بين الثامنة عشر والرابعة والعشرين عاماً، ونسبة 25.9% كانت واقعةً في الفئة العمرية ما بين الخامسة والعشرين والرابعة والأربعين عاماً، ونسبة 26.9% كانت ما بين الخامسة والأربعين والرابعة والستين، ونسبة 11.8% كانت ضمن فئة الخامسة والستين عاماً فما فوق. وتوزع التركيب الجنسي للسكان بنسبة 49.2% ذكور و50.8% إناث.

## وصلات خارجية
- الموقع الرسمي